# Ludovic Vitet
Ludovic (egentligen Louis) Vítet, född den 18 oktober 1802 i Paris, död den 5 juni 1873 i Versailles, var en fransk skriftställare och politiker. Han var sonson till revolutionsmannen Louis Vitet.
Vitet utövade några år läraryrket och ingick 1824 i redaktionen av tidningen "Globe", där han entusiastiskt förfäktade romantikens idéer. Efter julirevolutionen utnämndes han 1831 till inspektör över de historiska minnesmärkena, blev 1834 generalsekreterare i handelsministeriet och 1836 ledamot av conseil d'é-tat samt var 1846-1848 en av vicepresidenterna i denna korporation. Som medlem av deputeradekammaren, 1834-1848, höll han sig ihärdigt på de doktrinär-konservatives sida och intog under revolutionen 1848 en bemärkt ställning inom den legitimistiska högra centern, men drog sig efter kejsardömets upprättande tillbaka till privatlivet. År 1871 invaldes han i nationalförsamlingen. 
Som författare utgav Vitet 1826 anonymt Les barricades, med historisk trohet dramatiserade scener från ligans tid, vilka i förening med två följande dramer hoparbetades till La ligue (2 band, 1844; ny upplaga 1861). Han författade vidare det framstående, av stilistiskt mästerskap utmärkta konsthistoriska arbetet Eustache Lesueur (1843; ny upplaga 1849), vidare Fragments et mélanges (2 bd. 1846), innehållande litterärkritiska och arkeologiska uppsatser, Essais historiques et littéraires (1862), Études sur l'histoire de l'art (1863-64; ny upplaga i 4 band 1867-1869), vilket sistnämnda är hans mest betydande arbete, med mera. Som konstskriftställare utmärktes Vitet av skarpsinne och grundlighet. Han var en flitig medarbetare i Revue des deux Mondes. Under Paris belägring 1870-1871 skrev han i denna tidskrift en serie patriotiska brev, burna av en förhoppningsfull stämning. Vitet invaldes i Académie des inscriptions 1839 och i Franska akademien 1845.